# KBS 뉴스 9 제주
《KBS 뉴스 9 제주》는 KBS 제주 1TV에서 매주 평일 오후 9시 30분, 주말 오후 9시 10분에 방송 중인 제주 지역 메인 뉴스 프로그램이다.

## 개요
KBS 제주 9시 뉴스로 읽는다.

## 앵커
| 대수 | 진행자 | 진행자 | 진행 기간                           | 비고                                             |
| 대수 | 남성   | 여성   | 진행 기간                           | 비고                                             |
| ---- | ------ | ------ | ----------------------------------- | ------------------------------------------------ |
| 1대  | 박태원 | 현송희 | 2005년 5월 2일 ~ 2010년 4월 9일     |                                                  |
| 2대  | 양석현 | 현송희 | 2010년 4월 12일 ~ 2011년 12월 30일  |                                                  |
| 3대  | 이영재 | 전주리 | 2012년 1월 2일 ~ 2012년 일자 미상   |                                                  |
| 4대  | 이영재 | 이각경 | 2012년 일자 미상 ~ 2013년 10월 18일 |                                                  |
| 5대  | 김익태 | 이각경 | 2013년 10월 21일 ~ 2014년 6월 6일   | [ 4 ] [ 5 ]                                      |
| 6대  | 김익태 | 현송희 | 2014년 6월 9일 ~ 2015년 1월 30일    | [ 6 ]                                            |
| 7대  | 한승훈 | 하선아 | 2015년 2월 2일 ~ 2015년 9월 30일    | [ 7 ]                                            |
| 8대  | 한승훈 | 현송희 | 2015년 10월 1일 ~ 2016년 8월 12일   | [ 8 ] [ 9 ]                                      |
| 9대  | 한승훈 | 고새롬 | 2016년 8월 15일 ~ 2018년 8월 17일   | [ 10 ] [ 11 ] [ 12 ]                             |
| 10대 | 한승훈 | 정현정 | 2018년 8월 20일 ~ 2019년 4월 5일    | [ 13 ] [ 14 ]                                    |
| 11대 | 한승훈 | 빈칸   | 2019년 4월 8일 ~ 2021년 5월 7일     |                                                  |
| 12대 | 나종훈 | 빈칸   | 2021년 5월 10일 ~ 2023년 3월 3일    | [ 15 ]                                           |
| 13대 | 신익환 | 빈칸   | 2023년 3월 6일 ~ 2024년 5월 3일     |                                                  |
| 14대 | 빈칸   | 허지영 | 2024년 5월 7일 ~ 2025년 5월 30일    | [ 16 ] [ 17 ] [ 18 ] [ 19 ] [ 20 ] [ 21 ] [ 22 ] |
| 15대 | 빈칸   | 김미르 | 2025년 6월 2일 ~ 현재               |                                                  |

## 경쟁 프로그램
- MBC 뉴스데스크 제주 (제주MBC TV)
- JIBS 8 뉴스 (JIBS TV)